# Malaysia i olympiska sommarspelen 1964
Malaysia deltog med 61 deltagare vid de olympiska sommarspelen 1964 i Tokyo. Ingen av landets deltagare erövrade någon medalj.